# Neokomunistyczna Partia Związku Radzieckiego
Neokomunistyczna Partia Związku Radzieckiego (ros. Неокоммунистическая партия Советского Союза, НКПСС) – tajna organizacja o charakterze lewicowo-radykalnym, działająca w ZSRR od września 1974 do stycznia 1985 roku. Współcześni badacze uważają NPZR za jedną z pierwszych organizacji nowej lewicy w Związku Radzieckim.

## Historia
Organizacja powstała z połączenia dwóch tajnych grup lewicowo-radykalnych - Partii Nowych Komunistów i Szkoły Lewicowej, które założone zostały niezależnie od siebie w grudniu 1972 - styczniu 1973 roku.
Linia ideologiczna NPZR ukształtowała się w wyniku syntezy idei trockizmu i Nowej lewicy (przede wszystkim tych głoszonych przez Herberta Marcusego, Ernesta Guevarę i Régisa Debraya), których nośnikiem była PNK oraz idei egzystencjalizmu (w wydaniu głównie Jean-Paula Sartre’a, Alberta Camusa i Antoine’a de Saint-Exupery’ego), które bliskie były Szkole Lewicowej.
Członkowie NPZR planowali przeprowadzenie w styczniu 1977 roku zjazdu założycielskiego, na którym miano dokonać wyboru organu kierującego partią (komitetu centralnego) oraz przyjąć jej statut i program. Do tego czasu kwestie teoretyczne i programowe regulować miał dokument „Zasady neokomunizmu”, napisany przez Aleksandra Tarasowa w listopadzie 1973 roku na użytek PNK, a w maju-czerwcu 1974 roku przerobiony przez niego na prośbę członków Szkoły Lewicowej w taki sposób, by móc pełnić rolę teoretycznej podbudowy NPZR jako całości. Po wydarzeniach, jakie dotknęły partię w roku 1975, a później 1977, plany zwołania zjazdu założycielskiego zostały przekreślone i w efekcie nigdy nie doszedł on do skutku.
Tymczasowe kierownictwo NPZR i funkcję jej organu koordynacyjnego objęła we wrześniu 1974 roku „kierownicza piątka” w składzie: Aleksandr Tarasow (teoria, ogólne kierownictwo), Natalia Magnat (teoria, ogólne kierownictwo), Wasilij Minorskij (działalność agitacyjna na uczelniach technicznych i w środowiskach kontrkulturowych), Olga Barasz (działalność agitacyjna na uczelniach humanistycznych, tłumaczenia), Igor Duchanow (kontakty z członkami z różnych regionów kraju, zapewnienie bezpieczeństwa). Zakładano, że „piątka” będzie pełnić swoją rolę do momentu wyboru KC partii. W 1977 roku Duchanowa w składzie „kierowniczej piątki” zastąpił S. Trubkin. Decyzje wykraczające poza kompetencje poszczególnych członków „piątki” były przez nich podejmowane kolegialnie, większością głosów.
W 1975 roku działalność NPZR została zdemaskowana przez KGB, część moskiewskich członków organizacji, w tym niektórzy spośród jej liderów, została aresztowana. Rozmiary tej katastrofy były jednak ograniczone - zarzuty postawiono wyłącznie tym członkom NPZR, którzy wcześniej należeli do Partii Nowych Komunistów, ponieważ w owym czasie, niezależnie od formalnie dokonanego zjednoczenia, PNK i Szkoła Lewicowa działały de facto odrębnie i kontakty pomiędzy nimi pozostawały mało intensywne. Prowadzący śledztwo nie byli w stanie wyjawić istniejących między obiema organizacjami powiązań, podobnie jak nie potrafili oni odkryć kontaktów moskiewskiej komórki NPZR z jej odpowiednikami w poszczególnych regionach kraju. Śledczym nie udało się również zdobyć przekonujących dowodów na prowadzenie przez aresztowanych realnej działalności antyradzieckiej (częściowo dlatego, że archiwum NPZR, przechowywane we wsi Walentynowka w obwodzie moskiewskim, zostało w styczniu 1975 roku zniszczone). Podczas przesłuchań członkowie NPZR utrzymywali, że w zasadzie zgadzają się z założeniami oficjalnej ideologii Związku Radzieckiego - marksizmu-leninizmu, a ich sympatie w stosunku do trockizmu, anarchizmu i egzystencjalizmu nie mogą być traktowane jako przestępstwo, jako że w ZSRR nie można być pociągniętym do odpowiedzialności karnej za poglądy, lecz jedynie za określone czyny. W rezultacie sprawa NPZR nie trafiła do sądu. „Najbardziej niebezpieczni” z punktu widzenia KGB członkowie partii zostali z pominięciem wyroku sądowego umieszczeni w szpitalach psychiatrycznych na okres od pół roku do roku. Pozostałych ukarano relegowaniem z uczelni i wykluczeniem z Komsomołu.
Fakt, że wydarzenia 1975 roku nie spowodowały całkowitej likwidacji NPZR był związany przede wszystkim ze stosunkowo wysokim poziomem konspiracji w szeregach partii. W organizacji istniał system haseł i skrzynek pocztowych używanych do kontaktów z grupami w regionach, wszyscy członkowie posługiwali się pseudonimami, w korespondencji wykorzystywano atrament sympatyczny. Tym niemniej, działalność NPZR została na pewien czas praktycznie sparaliżowana.
Ci członkowie, którym udało się ujść aresztowaniom (na czele z Natalią Magnat i Olgą Barasz) byli w stanie jedynie nasilić zasady konspiracji i uchronić NPZR od całkowitego rozpadu. Kontakt z grupami regionalnymi został czasowo utracony. Realną działalność NPZR wznowiła w latach 1977-1980.
W kwietniu 1977 roku członkowie NPZR ponownie znaleźli się w orbicie zainteresowania KGB w związku ze śledztwem w sprawie serii zamachów bombowych w Moskwie, do jakich doszło 8 stycznia 1977 roku w stołecznym metrze i na ulicy 25 Października (obecnie - Nikolska). Wskutek wybuchów zginęło 7 osób, a 37 zostało rannych. Zgodnie z wersją oficjalną, ogłoszoną w styczniu 1979 roku, zamachy zorganizowała grupa ormiańskich nacjonalistów ze Stepanem Zatikianem na czele. Tym niemniej, dla działaczy NPZR sprawa ta skończyła się aresztowaniami, przesłuchaniami i zapoczątkowaniem w stosunku do części z nich demonstracyjnej obserwacji. Niektórzy członkowie partii odczuwali nadzór ze strony KGB do 1982 roku.
Ogółem NPZR liczyła 32 członków, skupionych przede wszystkim w Moskwie i obwodzie moskiewskim. Jej regionalne komórki istniały także w Kirowie (2 osoby), Leningradzie (2 osoby), na Ukrainie (Dniepropetrowsk, 2 osoby), w Gruzji (Tbilisi i Rustawi, 2 osoby), na Łotwie (Ryga, 1 osoba). 10 działaczy zostało zdemaskowanych w Moskwie w 1975 i dwie - w Kirowie w 1980 roku.
W 1984 roku, analizując zachodzące w ZSRR (po śmierci Susłowa, Breżniewa i Andropowa) procesy, liderzy partii doszli do wniosku, że w najbliższych latach nastąpi krach systemu stworzonego przez KPZR i kraj wkroczy w fazę radykalnych przemian. Stwierdzono, że w takich warunkach niewielka tajna organizacja nie będzie w stanie odgrywać żadnej roli w społeczeństwie ani w jakikolwiek sposób oddziaływać na procesy polityczne w kraju. W drugiej połowie 1984 roku w NPZR doszło do dyskusji na ten temat, rezultatem której stało się samorozwiązanie partii w styczniu 1985 roku.

## Ideologia

### Wczesny okres istnienia
Początkowo NPZR kierowała się zasadami ideologicznymi wyłożonymi przez Aleksandra Tarasowa w „Zasadach neokomunizmu” i szeregu innych prac („Każdy człowiek jest królem”, „Chile, kryzys cypryjski i eurokomunizm”, „Dyktatura rewolucyjna, NEP i stalinizm”, „Błotna zgnilizna. «Czarna sotnia» jako rewolucyjna kontrrewolucyjność mieszczaństwa” i in.), zniszczonych razem z archiwum partii we wsi Walentynowka w 1975 roku.
Tarasow postrzegał ustrój gospodarczy ZSRR jako socjalistyczny (co pozostawało w zgodzie z oficjalną wykładnią stalinowską), ale system polityczny - już nie; w socjalizmie władza powinna bowiem należeć do społeczeństwa, natomiast w ZSRR skupiła się ona w rękach rządzącej biurokracji. Aby wyjaśnić genezę tego zjawiska, Tarasow posłużył się tezą Lenina o możliwości „przesunięcia” władzy: w interpretacji Tarasowa na przełomie lat 20. i 30. grupa Stalina, reprezentująca interesy drobnej burżuazji (mieszczaństwa), a w pierwszym rzędzie klasy urzędniczej, zwyciężyła w wewnątrzpartyjnej walce grupy reprezentujące interesy klasy robotniczej i rewolucyjnej inteligencji, i przejęła władzę. Było to możliwe, ponieważ budowa socjalizmu w gospodarce nie została jeszcze wówczas ukończona i brakowało materialnych podstaw dla ukształtowania się realnej socjalistycznej demokracji. Przeprowadziwszy w kraju masowe represje i zniszczywszy ewentualną opozycję ze strony biurokracji grupa Stalina zagwarantowała sobie nieusuwalność. Pod koniec lat 30., kiedy, według teorii Tarasowa, socjalizm ekonomiczny został w ZSRR ostatecznie ustanowiony i w związku z tym pojawiły się obiektywne warunki do przejęcia władzy przez społeczeństwo, okazało się, że nie ma jej kto sprawować - aktywna politycznie część społeczeństwa została zgładzona, pozostała - zastraszona. W efekcie wprowadzony został reżim biurokratycznej dyktatury.
Teoria Tarasowa zakładała jednak, że ukształtowany w ZSRR system społeczno-ekonomiczny jest wewnętrznie sprzeczny, co w konsekwencji nieuchronnie doprowadzi do politycznej rewolucji, w wyniku której nadbudowa (ustrój polityczny) zostanie dopasowana do bazy (ustroju gospodarczego). Tarasow uważał, że dyktatura biurokracji hamuje rozwój sił wytwórczych i w ten sposób generuje klasyczny w teorii marksizmu konflikt pomiędzy siłami wytwórczymi a stosunkami produkcji. Twierdził on również, że kontrrewolucyjny w swej istocie reżim biurokracji radzieckiej jest skazany na porażkę z powodu prowadzonej przez siebie obronnej, a nie ofensywnej polityki zagranicznej - rezygnacji z rewolucji światowej i zapoczątkowania polityki „pokojowej rywalizacji z kapitalizmem” (demonstracją czego była likwidacja Kominternu przez Stalina). Tracąc pozycję na arenie międzynarodowej i stopniowo zrażając do siebie sojuszników w postaci zarówno państw (ChRL, Albania, Jugosławia, Egipt, itd.), jak i ruchów komunistycznych (maoiści, eurokomuniści, Dominikańska Partia Komunistyczna, Komunistyczna Partia Niderlandów), kierownictwo ZSRR nieuchronnie poniesie klęskę w „pokojowej rywalizacji”, co doprowadzi do gospodarczego przesilenia i popchnie narody ZSRR ku rewolucji.
Według teorii Tarasowa, reżim biurokracji pociągnął za sobą alienację obywateli od władzy i, w konsekwencji, zachowanie zjawiska alienacji nawet po likwidacji kapitalizmu. To zaś pociągnęło za sobą - w warunkach dyktatury biurokracji - degradację kultury i sprowadzenie życia społecznego do rytuałów, zapożyczonych z arsenału burżuazyjnej demokracji przedstawicielskiej (parlament, wybory, istnienie partii politycznych - jednej lub kilku (w krajach będących radzieckimi satelitami). Zachowanie alienacji spowodowało niemożność eliminacji społecznego napięcia i miało stać się psychologiczną przyczyną przyszłej rewolucji.
Rządy biurokracji jako reprezentantki poglądów drobnoburżuazyjnych doprowadziły do dominacji mieszczaństwa we wszystkich sferach życia społeczeństwa (w życiu codziennym, kulturze, działalności zawodowej, w stosunkach produkcji i w polityce) oraz do wykorzenienia antyburżuazyjnej ideologii i psychologii. Z jednej strony, skazywało to życie kulturalne i społeczne w ZSRR na zastój i degradację, z drugiej - powodowało kryzys w relacjach społecznych, wyjścia z którego reżim nie był w stanie znaleźć (co obiektywnie popychało biurokrację albo w stronę „dokręcania śruby”, neostalinizmu, albo ku ustanawianiu stosunków otwarcie burżuazyjnych, restauracji kapitalizmu), z trzeciej - uniemożliwiało prowadzenie legalnej działalności rewolucyjnej, powodując konieczność zakładania tajnych organizacji i działania w podziemiu.
Rządząca biurokracja wyciągnęła wnioski z rewolucji proletariackiej w październiku 1917 roku. Dlatego właśnie klasa robotnicza w ZSRR (szczególnie jej przedstawiciele skupieni w wielkich zakładach przemysłowych) poddana była wyjątkowo silnej kontroli ideologicznej. Zarazem reżim nieustannie grał z robotnikami, wychwalając ich, a jednocześnie narzucając obcą im ideologię rządzącej biurokracji i bombardując ich kulturą masową, pod wpływem której przekształcali się oni z przedstawicieli świadomej swych interesów klasy społecznej w bezrefleksyjnych konsumentów. Rządzący szybko i efektywnie tłumili również wszelkie próby tworzenia niezależnych związków zawodowych i innych organizacji robotniczych. Blokada informacyjna nie pozwalała robotnikom na uzyskanie obiektywnego i pełnego wyobrażenia o sytuacji w państwie, „pranie mózgów”, jakiego doświadczali za sprawą systemu propagandy i edukacji politycznej, powodowało, że nie byli w stanie wypracować własnej ideologii. Ponadto, system kanałów mobilności społecznej w społeczeństwie radzieckim zapewniał najbardziej inteligentnym i upartym robotnikom możliwość uzyskania wyższego wykształcenia i przejścia do innej kategorii społecznej. Z powyższych przyczyn klasa robotnicza nie mogła, według Tarasowa, stać się awangardą nowej rewolucji. Jej rolę przejąć powinni studenci jako grupa nie posiadająca jeszcze ustalonego miejsca w strukturze społecznej ZSRR, mobilna i posiadająca szerszy dostęp do informacji, powołana do tego, by zajmować się działalnością intelektualną, a także odczuwająca dyskomfort w związku z perspektywą przyszłości w szeregach nisko opłacanych i uzależnionych od partyjnej biurokracji pracowników najemnych, w większości pozbawionych możliwości awansu. Mechanizmy kontroli w środowiskach młodzieżowych uległy do tego osłabieniu z uwagi na degenerację Komsomołu i jego niezdolność do pełnienia roli lidera młodzieży.
Tymi przekonaniami wyjaśnić można obraną przez NPZR strategię prowadzenia propagandy właśnie w środowiskach studenckich, a także zainteresowanie, jakim darzyła ona „młodzieżową rewolucję” lat 60. na Zachodzie ze szczególnym naciskiem na ruchy studenckie w USA, Francji, Włoszech, Korei Południowej.
Około 1978 roku powyższe schematy ideologiczne przestały zadowalać tak samego Tarasowa, jak i wielu jego partyjnych sojuszników. Poważnej krytyce zostały one poddane przez N. Magnat, W. Minorskiego, S. Trubkina, W. Makarcowa. W rezultacie w latach 1978–1979 Tarasow opracował dla NPZR nową, znacznie poważniejszą i bardziej oryginalną ideologię.